# The Storyteller
The Storyteller was een Amerikaans-Britse jeugdserie waarin bewerkingen van oude verhalen werden uitgezonden. De serie combineerde mechanische poppen met echte acteurs en werd geproduceerd door Jim Henson.
De serie begon in 1988 bestond uit twee reeksen, die sterk van elkaar verschilden, maar wel vasthielden aan de formule van oude verhalen die werden verteld door een oude man, de zogenaamde "Storyteller" of Verhalenverteller, die zijn verhalen vertelt aan een hond (een mechanische pop met de stem van Brian Henson) die op zijn beurt commentaar levert op de verhaallijn of vragen stelt aan de verteller.

## Serie 1:Jim Hensons's The StoryTeller
De eerste serie bestond uit 9 afleveringen, die elk gebaseerd waren op volkssprookjes. In de V.S. werden deze uitgezonden als onderdeel van The Jim Henson Hour. In deze serie werd de rol van de verteller vertolkt door John Hurt (met schmink om zijn oren en neus te vergroten), die bij een haardvuur op een volkse, ietwat humoristische wijze, zijn verhalen vertelt.
| Titel                 | Gebaseerd op                                                                                      | Plot | Gastacteurs (o.a.) |
| --------------------- | ------------------------------------------------------------------------------------------------- | --- | --- |
| Hans My Hedgehog      | Duits volkssprookje: Hans mijn egel                                                               | Hans is geboren met het uiterlijk van een mensachtige egel en verstoten. Jaren later redt hij een verdwaalde koning, zodat die in ruil daarvoor de hand van zijn dochter aan hem moet afstaan. | Jason Carter (Hans als mens), Terence Harvey (stam van Hans), Abigail Cruttenden (prinses)                                               |
| Fearnot               | Duits volkssprookje: Sprookje van iemand die erop uittrok om te leren griezelen                   | Fearnot is een vrolijke dwaas die geen angst kent. Om dit te weten te komen stelt hij zich aan allerlei gevaren bloot, zonder ook maar enige angst te voelen. | Reece Dinsdale (Fearnot), Gabrielle Anwar (meisje), Willie Ross (ketellapper)                                                            |
| A Story Short         | Keltisch volkssprookje: De sprookjesverteller die geen sprookje meer wist, vermengd met Steensoep | De verhalenverteller vertelt hoe hij ooit, in barre tijden, een kok voor de gek hield en als straf elke dag een nieuw verhaal aan de koning vertellen moest. Op een dag, als hij geen verhaal bedenken kan, komt er een geheimzinnige bedelaar met hem dobbelen, zodat hij alles verspeelt, inclusief zichzelf. | Bryan Pringle (kok), John Kavanagh (bedelaar), Brenda Blethyn (vrouw van de verteller)                                                   |
| The Luck Child        | Russisch volkssprookje, verwant aan Vogel Grijp en De duivel met de drie gouden haren             | Een tirannieke koning probeert een zevende kind van een zevende kind te vermoorden, omdat voorspelt is dat de jongen ooit koning zal worden. Door zijn geluk overleeft hij echter steeds. De koning geeft hem de opdracht om de gouden veer van een monsterlijke griffioen te bemachtigen. | Steven Mackintosh (Lucky), Anthony O'Donnell (mannetje), Philip Jackson (koning), Brian Henson (stem griffioen)                          |
| The Heartless Giant   | Duits volkssprookje: Het Reuzenhart                                                               | De jonge prins Leo wordt vrienden met een harteloze reus, die opgesloten zit als straf voor al zijn wandaden. Door de naïeve prins ontsnapt de reus, waarna zijn broers een voor een op pad gaan om de reus te verslaan, maar nooit terugkeren. Uiteindelijk gaat Leo zelf en probeert hij erachter te komen waar het hart van de reus is. | Elliot Spiers (prins Leo), Peter Marinker (stem van wolf), Frederick Warder (reus)                                                       |
| The Soldier and Death | Russisch volkssprookje, verwant aan Vrolijke Frans                                                | Een arme veteraan geeft zijn laatste bezit weg aan bedelaars en krijgt in ruil magische kaarten en een magische zak. Met behulp daarvan weet hij een groep duivels uit een verlaten paleis te jagen. Een van de duivels bezorgt hem zelfs een magisch geneesmiddel en een truc om de Dood zelf te kunnen zien. Dan besluit de soldaat om de Dood zelf gevangen te nemen. | Bob Peck (soldaat), Allistair Fullerton (de Dood), Brian Henson, Francis Wright, Richard Coombs e.v.a. (de duivels)                      |
| The True Bride        | Duits volkssprookje: De Ware Bruid                                                                | Anja is als kind door een Trol geadopteerd, die haar onmogelijke opgaven geeft. Maar een magische witte leeuw voert stiekem alle opdrachten voor haar uit en verslaat op een dag zelfs de Trol. Anja is nu een prinses in haar eigen paleis en vindt daar haar ware liefde. Maar die verdwijnt op een dag: hij is behekst door de dochter van de Trol! | Jane Harrocks (Anja), Sean Bean (Anja's geliefde), Alun Armstrong (stem Trol), Sandra Voe (stem Trollop) Michael Kilgarriff (stem Leeuw) |
| Sapsorrow             | Duits volkssprookje: Bontepels (vermengd met elementen van Assepoester en Ezelsvel)               | Een koning heeft twee valse dochters en één lieve: Sapsorrow. De koning besluit dat hij zal trouwen met de vrouw die de ring van zijn overleden koningin past. Als de ring per ongeluk aan Sapsorrows vinger past, ontkomt Sapsorrow aan het incestueuze huwelijk door eerst drie zeer kostbare jurken te vragen en uiteindelijk door te vluchten, vermomd als Bontepels. Zo komt ze terecht als dienstmeid in een ander paleis, waar ze in haar ware gedaante het hart van de prins wint, die niet weet wie zij is. | Alison Doody (Sapsorrow), Dawn French en Jennifer Saunders (boze zusters), James Wilby (prins).                                          |
| The Three Ravens      | Duits volkssprookje: De zes zwanen                                                                | Na de dood van de koningin wordt de koning ingepalmd door een betoverende heks. De heks verandert de drie prinsen in raven. De prinses ontsnapt, maar moet precies drie jaar lang zwijgen om de betovering te verbreken. Dan ontmoet ze een prins die verliefd op haar wordt. Maar in de tussentijd is haar vader overleden en is de boze stiefmoeder hertrouwd met de vader van de prins. | Joely Richardson (prinses), Miranda Richardson (heks), Jonathan Pryce (koning)                                                           |

## Spin-offserie 2:The StoryTeller: Greek Myths
De tweede serie verschilde sterk van de eerste en bestond uit vier afleveringen. In plaats van volkssprookjes werden er nu Griekse mythen naverteld. De rol van de verhalenverteller werd nu vertolkt door Michael Gambon en was betrekkelijk serieuzer. De verteller en de hond zijn verdwaald in de ruïnes van het labyrint van Knossos en zijn op zoek naar een uitweg. Onderweg komt de verhalenverteller voorwerpen tegen die hem brengen op Griekse mythen, die allemaal tamelijk tragisch aflopen.
The StoryTeller: Greek Myths werd voor het eerst uitgezonden in 1990.
| Titel                    | Plot | Gastacteurs (o.a.)                                                                                        |
| ------------------------ | --- | --- |
| Perseus and the Gorgon   | Vanwege een voorspelling dat haar kind zijn grootvader zou doden, is prinses Danaë door haar vader gevangengezet. Toch krijgt zij een kind van Zeus. Jaren later wil de boosaardige koning Polydectes Danaë tot een huwelijk dwingen. De enige manier om hem te stoppen is als haar zoon Perseus het hoofd van de Gorgo Medusa bemachtigt.                                                                 | Jeremy Gilley (Perseus), Frances Barber (Medusa), Kate Buffrey (Danaë), John McEnery (Polydectes)         |
| Orpheus and Eurydice     | Orpheus, de beste zanger van heel Griekenland, is zo verliefd op Eurydice dat hij na haar dood in de onderwereld afdaalt om haar bij Hades en Persephone terug te vragen. Dat kan, maar enkel onder de voorwaarde dat hij niet omkijkt naar haar, voordat ze boven zijn. | Art Malik (Orpheus), Gina Bellman (Eurydice), Robert Stephens (Hades)                                     |
| Theseus and the Minotaur | Theseus ontdekt dat zijn vader de koning van Athene is en trekt als een held naar de stad. Daar blijkt dat er elk jaar 7 jongens en 7 meisjes als schatting naar Kreta gestuurd worden, alwaar ze gevoerd worden aan de Minotaurus. Theseus gaat mee om het monster te doden en krijgt onverwachts hulp van prinses Ariadne, ondanks dat zij de enige is die de Minotaurus niet als een monster beschouwt. | David Morrissey (Theseus), Stephen Varnom (Minotaurus), Maggie O'Neill (Ariadne), Robert Flemyng (Aegeus) |
| Daedalus and Icarus      | Daedalus is de grootste uitvinder van Griekenland, maar zijn zoon Icarus is maar onhandig. Zijn neefje Talos is echter zo kundig dat Daedalus hem benijdt en hem in een opwelling vermoordt. Vader en zoon vluchten naar Kreta, waar Daedalus voor koning Minos het labyrint ontwerpt. Om aan de wrede Minos te ontkomen bouwt Daedalus vleugels voor hem en Icarus, maar dat loopt tragisch af.           | Derek Jacobi (Daedalus), Ian Hawkes (Icarus), John Wood (Minos)                                           |

## Prijzen
- 1987: Emmy Award voor beste kinderprogramma (aflevering 1 - gewonnen)
- 1988: Emmy Award voor beste kinderprogramma (aflevering 3 - genomineerd)
- 1988: Emmy Award voor beste kinderprogramma (aflevering 4 - genomineerd)
- 1989: Bafta Award beste kinderprogramma (gewonnen)
- 1989: Bafta Award beste kledingontwerp (gewonnen)
- 1989: Bafta Award beste grime (genomineerd)